# 张玉环案
张玉环案是一起故意杀人案。张玉环（1967年9月18日－），中华人民共和国江西省南昌市进贤县凰岭乡宫圳村委会镇头岭张家村村民。1993年12月，时年26岁的张玉环被指控杀害同村两名男童。1995年1月，张玉环被南昌市中级人民法院以故意杀人罪一审判处死刑，缓期两年执行。同年3月，江西省高院以“事实不清，证据不足”为由撤销了一审判决，裁定南昌中院重审此案。2001年，南昌市中院对张玉环案作出重审判决，维持了“判处死刑，缓期两年执行，剥夺政治权利终身”的判决。同年，江西省高级人民法院终审驳回上诉，维持原判。
2019年3月，江西省高级人民法院发出再审决定书，开庭审理时，公诉机关建议依法改判张玉环无罪。2020年8月4日，江西省高院再审後宣判张玉环故意杀人案裡原审据以定案的证据没有达到确实、充分的法定证明标准，认定被告人犯故意杀人罪的事实不清、证据不足，按照疑罪从无的原则，不能认定其有罪。至此，张玉环失去自由已达9778天，近27年。

## 案件
案件被告张玉环，生於1967年9月18日，是江西省南昌市进贤县凰岭乡宫圳村委会镇头岭张家村村民，案发前为农民，农闲时做木匠。其前妻宋小女称，张玉环能挣钱、顾家，对妻子百般迁就。
1993年10月24日，中国江西省南昌市张家村的两名男童——6岁的张某荣和4岁的张某伟失踪了。次日上午，张某荣和张某伟的尸体在距张家村北约2里的下马塘水库里被发现。警方的法医学鉴定书显示，均为死后被抛尸入水，张某荣是绳套勒致下颏压迫颈前窒息死亡，张某伟系扼压颈部窒息死亡。
在对全村61户村民逐户排查后，警方发现抛尸现场有一个麻袋和张玉环穿过的工作服，且都为黄麻纤维。又因张玉环左右手各有一道伤痕，而怀疑是男童遇害时挣扎留下的。警方将张玉环锁定为犯罪嫌疑人。警方在破案报告中写道：张玉环在接受警方问话时，“神情紧张，不停地两手搓擦”，对自己手上的伤痕解释不清，怀疑是他杀害两名男童时被受害者抓伤。但案卷资料也显示，张玉环称说是弄稻穀的时候被划伤的。10月27日，张玉环被收容审查。
审讯期间，张玉环共做出六份笔录，其中两份是有罪供述。在1993年11月3日、4日，张玉环分别作出两份有罪供述，但在供述中杀人地点、作案工具及杀人动机均有变化。但最终，两份口供成为警方主要证据，认定张玉环犯下故意杀人罪。出狱后在接受记者采访中张玉环表示，其遭受了6天6夜的刑讯逼供，期间被两只狼狗中的一只撕咬到下体 。狱友指出在看守所的时候，能看见张玉环大腿上缺了一块是被狼狗咬的肉。

## 案件审理过程
1993年12月，时年26岁的张玉环被指控杀害两名男童。
1995年1月26日，虽然张玉环在庭上辩称冤枉，称是公安局逼打招认的，但南昌市中级人民法院依然认定张玉环犯下故意杀人罪。而此次审判中，张玉环并未有律师或其他代理人。在一审判决中，南昌中院认定张玉环用手卡、绳勒、棍打的方式将邻居家两男孩杀害并抛尸水库。后张玉环向江西省高级人民法院提出上诉。
1995年3月，江西省高院发布刑事裁定书，以“事实不清，证据不足”为由，撤销了一审判决，发回南昌中院重审。
等待二审的六年中，张玉环被羁押于进贤县看守所。他的狱友称，张玉环“常常闹绝食，碰到领导模样的人就砸门喊冤”，“喜欢和有文化的人讲自己的案情，让别人指导他怎么写申诉书”。张玉环称他两次试图自杀，但被狱友所救。
2001年，张玉环案重审之前法律援助律师邓小斌表示，当时曾向法院提出对张玉环身上的伤痕鉴定是否为狼狗或刑讯逼供所致，后来没有结果。
2001年11月28日，南昌市中院在张玉环案重审中维持原判，再次认定该案“基本事实清楚、基本证据充分”，保留“判处死刑，缓期两年执行，剥夺政治权利终身”的判决。张玉环再次提出上诉，但被江西省高院驳回。张玉环随后被送往南昌监狱服刑。
此后近27年，张玉环及其家人、代理人持续申诉，请求法院依法判处其无罪。法院认定张玉环有罪的证据，主要是他的两份有罪供述。但张玉环在称自己屈打招认，两份供述都是在警方刑讯逼供和以家人安全相要挟下做出的，并在申诉状中详细讲述他被刑讯逼供的经过。
张玉环的大哥张民强回忆，他每次探视都会给弟弟带去一百个信封和一百张邮票，让弟弟每周给相关申诉单位写一封信。多年来，张玉环寄出的上诉信，累计至少有千余封。
2002年，张玉环在寄给最高人民检察院的申诉信中写道：
|  | 古往今来，谁都清楚杀人偿命，况且本案凶犯连杀两命，无疑罪应当诛…… 既然确认我是杀人犯，就应有证据、证人、证言，证据确凿，枪决我毫无怨言，如果没有确凿证据，就应依法判我无罪，恳请最高检察官们把此案查个水落石出，不要把我当一个替死鬼终身禁监，这是不公平的…… |

2017年8月22日张玉环向江西省高级人民法院提交刑事申诉书，同年律师王飞、尚满庆接手张玉环案。律师在查阅案卷材料后，曾向澎湃新闻指出，依照终审时适用的1997年起实施的《刑事诉讼法》第34条第三款规定，被告人可能被判处死刑而没有委托辩护人的，人民法院应当指定承担法律援助义务的律师为其提供辩护，“死刑案件却没有律师辩护，属于重大程序违法”。
2018年6月8日，江西省高级人民法院决定对此案立案复查。
2019年3月1日，江西省高级人民法院决定再审张玉环案，并于2020年7月9日进公开开庭审理。2020年8月4日，江西省高院认为：
|  | 原审认定为作案工具的麻袋和麻绳，经查与本案或张玉环缺乏关联；原审认定被害人将张玉环手背抓伤所依据的人体损伤检验证明，仅能证明伤痕手抓可形成，不具有排他性；原审认定的第一作案现场，公安机关在现场勘查中没有发现、提取到任何与案件相关的痕迹物证；张玉环的两次有罪供述在杀人地点、作案工具、作案过程等方面存在明显矛盾，亦未得到在案物证的印证，真实性存疑，依法不能作为定案的根据。 |

因没有直接证据表明张玉环犯罪，其此前的有罪供述真实性存疑，不能作为合法证据，根据疑罪从无的原则，法院判定张玉环无罪，当庭释放。

## 宣告无罪后
江西高院向张玉环赔礼道歉，张玉环表示接受。
张玉环称要和律师商议，要不要追究当年办案人员的责任，但也相信司法机关会追究他们责任。代理律师王飞表示，刑讯逼供者当然要承担相应的法律责任，甚至可能是刑事责任：
关键在于司法部门的决心，只要我们有决心这件事情是不难查明的。
杜绝刑讯逼供，首先要从制度层面对当事人提供保障。比如律师在场权，侦查人员讯问过程中应当赋予律师在场权，律师可以及时制止一些非法取证行为，现有的法律中还没有做出这些规定，但并不妨碍我们去向一些先进的司法理念努力。
张玉环将依法申请国家赔偿。代理律师尚满庆表示，将帮助申请约700万国家赔偿。
2020年8月12日早上，张玉环和儿子及政府工作人员一起，在老家江西省南昌市进贤县公安部门办理了身份证。代理律师尚满庆提到，其户籍在1993年服刑后被注销后，并注明已到某地服刑。除此之外张玉环称，准备启动对当年办案人员的追责。
2020年9月2日上午，张玉环在家人和律师陪同下来到江西省高级人民法院，正式递交《国家赔偿申请书》，申请国家赔偿金额为2234.3129万元。其中包括侵犯人身自由赔偿金1017.15645万元；侵犯健康权赔偿金和后续治疗费100万元；精神损害抚慰金1017.15645万元；近27年来申诉合理支出100万元。张玉环还要求江西省高院在媒体上赔礼道歉，恢复其名誉，消除负面影响。
2020年10月30日上午，江西省高级人民法院向张玉环送达了国家赔偿决定书，决定向张玉环支付赔偿金4960521.5元。
2022年2月14日，张玉环与认识了一年的现任妻子登记领证结婚。

## 参看
- 冤獄
- 呼格吉勒图案
- 佘祥林案
- 聂树斌案
- 江国庆案
- 中华人民共和国严打行动